# Crepidohamma
Genre
Crepidohamma est un genre d'insectes diptères de la famille des Asteiidae.

## Liste d'espèces
Selon Catalogue of Life (11 novembre 2018) :
- Crepidohamma bicolor (Loew, 1866)
- Crepidohamma blantoni (Sabrosky, 1957)
- Crepidohamma brasiliensis Enderlein, 1915
- Crepidohamma cinctipes (Sabrosky, 1943)
- Crepidohamma flavifrons (Sabrosky, 1957)
- Crepidohamma frontalis (Aldrich, 1915)
- Crepidohamma hillifera (Sabrosky, 1957)
- Crepidohamma insularis (Malloch, 1930)
- Crepidohamma nigra (Sabrosky, 1957)
- Crepidohamma nigrifrons (Sabrosky, 1957)
- Crepidohamma obscura (Sabrosky, 1957)
- Crepidohamma pseudocinctipes Sabrosky, 1943
- Crepidohamma rica (Curran, 1934)
- Crepidohamma schildi (Sabrosky, 1957)
- Crepidohamma semiglabra (Sabrosky, 1957)
- Crepidohamma variatincta Forrest & Wheeler, 2002

## Publication originale
- Enderlein, 1915 : Dipterologische Studien XV. Wiener Entomologische Zeitung, vol. 34,pp. 185-186 (texte intégral) (de).